# 鲁阿
鲁阿（西班牙語：Rúa），是西班牙加利西亚自治区奥伦塞省的一个市镇。总面积36平方公里，总人口5041人（2001年），人口密度140人/平方公里。